# (6020) Miyamoto
(6020) Miyamoto (1991 SL1) – planetoida z pasa głównego asteroid okrążająca Słońce w ciągu 3,48 lat w średniej odległości 2,3 j.a. Odkryta 30 września 1991 roku.